# チオアミド

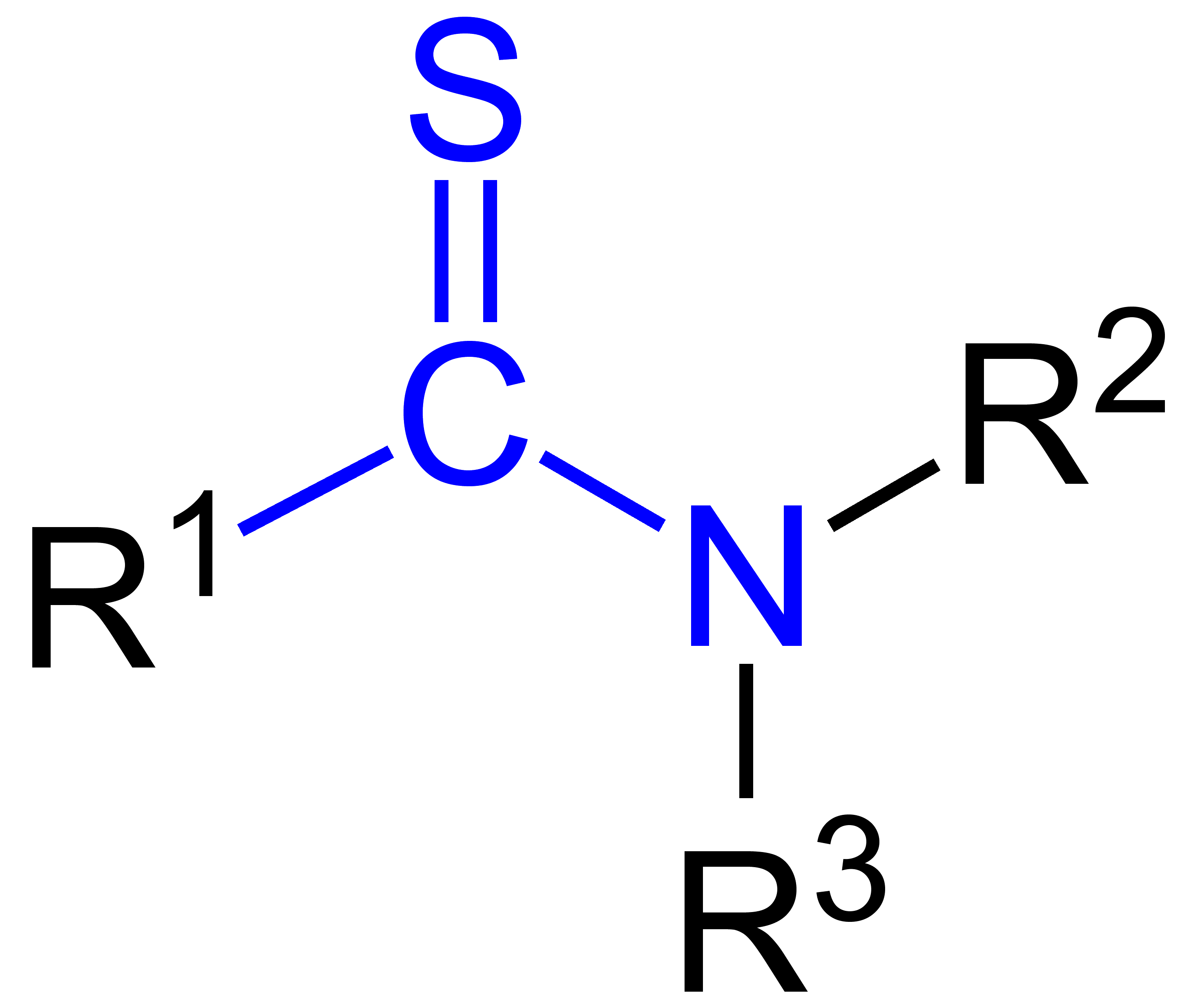
チオアミドの一般構造式

チオアミド (thioamide) は、有機化学において R−C(=S)−NR1R2 の構造の官能基（チオアミド基）、あるいはチオアミド基を有する有機化合物群のを指す呼称である。通常のカルボン酸アミドのカルボニル酸素を硫黄原子に置き換えたもの。同じ C=S 二重結合を持つチオケトンやチオアルデヒドが一般に不安定なのに対し、チオアミドは多くの場合安定な化合物である。

## 合成
多くの場合、アミドの酸素を硫黄に置換して合成する。かつてはアミドと五硫化二リン (P2S5) を加熱する方法が取られていたが、近年ではより穏和な条件で反応が進行するローソン試薬を用いるケースが増えている。また、酸素硫黄原子交換反応以外の合成法としては、単体硫黄を用いたウイルゲロット・キンドラー反応が知られており、その変法が近年では多数報告されている。

## 反応
α-ハロケトンや α-ハロアセタールと反応させることにより、医薬の部分構造などとして重要なチアゾール環を合成できる。またチオアミドにヨウ化メチルなどを作用させて S-メチル化した上で、水素化ホウ素ナトリウムを用いて還元することで対応するアミンが得られる。一般にアミドをアミンへ還元する際には水素化アルミニウムリチウムと加熱するなど強い条件が必要だが、この段階を踏むことで穏和な条件下での還元が可能となる。